# 2022年北馬里亞群聯邦眾議員選舉
2022年北馬里亞群聯邦眾議員選舉於2022年11月8日星期二舉行，選舉該領土的代表 美國眾議院在第118屆美國國會中。 當選為兩年任期的代表代表了美國眾議院的北瑪麗安娜群島一般國會區。
時任聯邦眾議員格雷戈里奧·薩布蘭以前是一個獨立的無黨籍人士，他以民主黨的身份進行了競選，他在職業生涯中首次競選民主黨候選人。